# Europa Universalis
Europa Universalis è un videogioco di strategia in tempo reale sviluppato dalla Paradox Interactive nel 2000. Basato sul gioco da tavolo omonimo del 1993 creato dal progettista francese Philippe Thibaut per la Azure Wish Editions, il videogioco ha dato il via a una serie di videogiochi giunta alla quarta iterazione nel 2013. Il quinto capitolo della serie è stato annunciato nel maggio 2025.
Il gioco, che ha alcuni aspetti tipici della strategia a turni come la possibilità di dare ordini durante la pausa, punta sul realismo storico e sull'elevata quantità di eventi possibili che includono scoperte, guerre, riforme religiose e periodi di crisi, e copre 300 anni di storia, un periodo che parte dalla scoperta dell'America per finire con la rivoluzione francese (dall'anno 1492 fino al 1792). Il giocatore dovrà selezionare una nazione esistente in questo periodo storico e guidarla attraverso battaglie, diplomazia, commercio, colonialismo e ricerca.
In aggiunta alle versioni esistenti, si trova in fase di sviluppo da parte di Linux Game Publishing un port per Linux del suo engine.